# Nikita Rukavytsya
Nikita Vadimovich Rukavytsya (ukránul: Микита Вадимович Рукавиця (Mikita Vadimovics Rukavicja); Mikolajiv, Szovjetunió, 1987. június 22. –) ausztrál-ukrán labdarúgó, a Western Sydney Wanderers középpályása, de csatárként is bevethető.

## Pályafutása

### A válogatottban
2008 júliusában az olimpiai csapatban háromszor lépett pályára. 2009 augusztusában mutatkozott be a felnőtteknél az Írország elleni barátságos mérkőzésen. 2010-ben tagja volt az ausztrál keretnek a dél-afrikai világbajnokságon. A torna során kétszer csereként lépett pályára.